# Cretotortor
Cretotortor is een geslacht van kevers uit de familie schrijvertjes (Gyrinidae).
Het geslacht is voor het eerst wetenschappelijk beschreven in 1973 door Ponomarenko.

## Soorten
Het geslacht omvat de volgende soorten:
- Cretotortor archarensis Ponomarenko, 1977
- Cretotortor zherichini Ponomarenko, 1973